# Kognitivní lingvistika
Kognitivní lingvistika je disciplína na pomezí lingvistiky a dalších oborů. Je součástí tzv. kognitivních věd.
Východiskem kognitivní lingvistiky je předpoklad, že jazyk a jeho užívání jsou jednou z kognitivních aktivit lidské mysli. Kognitivní lingvisté předpokládají, že jazyk umožňuje poznávat procesy v mysli, které jsou jinak nepozorovatelné. Kognitivní lingvistika plynule navazuje na další obory, které tyto poznávací procesy zkoumají, např. psycholingvistika, neurovědy: neurolingvistika, umělá inteligence. Některé přístupy mají blíže k filozofii, etnologii a jazykové antropologii.
Kognitivní lingvistika nepřináší jednotnou koncepci, zahrnuje mnoho modelů lidské mysli. Dominuje zaměření na pragmatickou složku významu. V centru pozornosti stojí hlavně pojmenování, ale vznikají kognitivně zaměřené práce i o gramatice.

## Antropocentrický přístup
Zkoumání metafory v jazykových projevech vede k antropocentrickému modelu konceptualizace. Tento směr nachází zdroje jazykových významů, myšlení a prožívání v lidské tělesné zkušenosti. Tyto výzkumy též přinesly podstatné poznatky pro pojetí metafory: metafora již není vnímána jen jako jev primárně jazykový, ale konceptuální. Metafora není jen součástí mluvení, ale též myšlení.

### Významní představitelé
- George Lakoff
- Mark Johnson
- Mark Turner

## Jazykový obraz světa
Druhý přístup je sice též antropocentrický, ale není zaměřen na lidskou tělesnost, ale na člověka jakožto součást společenství.
Jeho východiskem je předpoklad, že jazyk, kterým mluvíme, má vliv na to, jaký si utváříme "obraz světa". Centrálním tématem je v tomto proudu kategorizace pojmů, především na základě prototypů. Výzkumy vychází z lidové etymologie, folklórních textů, frazeologie a jsou zaměřeny na konstrukci kognitivního významu slova a jeho konotací.

### Významní představitelé
- Jerzy Bartmiński
- Anna Pajdzińska
- Irena Vaňková

## Historie

### Předchůdci kognitivní lingvistiky
Spojením jazyka a myšlení se zabývali filozofové a myslitelé už v nejstarších dobách. Také moderní kognitivní lingvistika čerpá z myšlenek významných starších badatelů, například René Descarta, Gottfrieda Wilhelma Leibnize, Johanna Gottfrieda Herdera, Wilhelma von Humboldta a dalších.
Na začátku 17. století se problematice spojení jazyka a myšlení okrajově věnoval např. René Descartes, který vnímá jazyk jako příklad toho, co nás odlišuje od jiných bytostí (např. zvířat). Tato problematika není, co se rozsahu týče, v Descartově díle velmi významná, ale tvoří důležitý milník pro chápání jazyka do pozdějších dob. Jazyk je pro Descarta užívání slov nebo jiných znaků a jejich skládání za účelem sdělit své myšlenky jiným. Jeden z charakteristických znaků lidského projevu podle Descarta je „tvořivost“, schopnost reagovat na nastalou situaci, která může být jiná než všechny, co jsme dosud zažili, a dokonce ji i nějak slovně uchopit. Zároveň se věnuje myšlence tvorby univerzálního jazyka.
Vzniku univerzálního jazyka se věnuje později i G. W. Leibniz. Na rozdíl od dřívějších pokusů, Leibniz chtěl vytvořit plnohodnotný, jednoduše překladatelný filozofický jazyk. Zároveň se věnoval původu jazyků a jejich historické příbuznosti. Ve svém díle Brevis designatio meditationum de originibus gentium, ductis potissimum ex indicio linguarum zmiňuje, že nejlépe odhalíme původ národa podle klasifikace a studia jeho jazyka. Díky této tezi začal sbírat velké množství dat a materiálů z různých koutů světa a velmi tak přispěl k rozvoji komparativní jazykové analýzy. Tvrdí, že musel existovat jeden původní jazyk, lingua antiqua, který již úplně zanikl, ale jeho prvky nalezneme v každém jazyce.
Pokračovatelem Descartovy myšlenky o jazyce je i Johann Gottfried Herder. Důvodem, proč lidé začali mluvit, byla podle Herdera potřeba něco sdělit, vyjádřit své myšlenky a pocity, stejně jako u Descarta. Zároveň byl jedním z prvních kdo vyjádřil myšlenku nad propojením kultury a jazyka. Historie národa se podle něj odráží v jeho jazyce: „Každý národ mluví podle toho, jak myslí, a myslí podle toho, jak mluví.“
Německý filozof Wilhelm von Humboldt se ve své práci věnoval, podobně jako Herder, vztahu mezi národem a jeho jazykem. Jazyky se podle něj liší jeden od druhého, protože různé národy mají různé mentality a ty se v jazycích odrážejí. Zároveň z toho vyvozuje že čím dokonalejší je struktura národního jazyka, tím dokonalejší je mentalita daného národa nebo rasy. Ztotožňování termínů jazyk, kultura a rasa však moderní antropologie odsuzuje.
Za předchůdce kognitivní lingvistiky lze považovat i jazykovědný směr/metodu užívanou primárně v etymologii, Wörter und Sachen. Při této metodě se nezkoumají pouze slova, ale i objekty jimi označované. V etymologických slovnících se často užití metody Wörter und Sachen pozná podle obrázku reálie, který je spojený s výkladem.

### Vznik kognitivní lingvistiky
Vznik kognitivní lingvistiky je neodmyslitelně spojen s kognitivním obratem, který zásadním způsobem ovlivnil vědecké myšlení 20. století. Začala jako jeden ze způsobů pojetí studia jazyka, ale nyní toto pojetí překračuje veškeré tradiční meze.
Mezi zakladatele patří George Lakoff, Mark Johnson a také Ronald Langacker. Hlubší kořeny však už dříve zkoumal Noam Chomsky, a to v rámci generativismu. Jeho teze však začaly být ve druhé polovině 70. let zpochybňovány, protože se nezabývaly jazykem a kognitivitou ve významu takovém, jak je ukotven v lidské zkušenosti. Lingvisté se tak ze začátku zabývali v kognitivní lingvistice především metaforičností a metonymičností, a to v rámci antropocentrického přístupu.
Celkově je kognitivní lingvistika považována za mladou disciplínu. Vývoj kognitivní lingvistiky probíhal během 80. let 20. století a je úzce spojen s kognitivní vědou.

##### Ronald Langacker
Langackerova práce byla pro rozvoj oboru patrně ještě významnější než Lakoffova, jelikož jeho dílo Cognitive Grammar (Kognitivní gramatika, 1987) nabízí radikální proměnu v pojetí jazykového významu a v otázkách jeho vztahu k povrchové formě projevů (tj. konkrétní jazykové realizaci). Pozornost věnuje otázkám „gramatičnosti“ (přípustnosti) a skutečnosti, že syntaktické uspořádání je také svou povahou symbolické a nese význam podobně jako jednotlivá slova a morfémy. Co se týče vnímání jazyka jeho mluvčími, podle Langackera nedochází při užívání jazyka k vytváření a užívání abstraktních pravidel, mluvčí vycházejí z konkrétních zkušeností s užíváním jednotlivých jazykových prvků a s jejich zvláštnostmi.

##### George Lakoff
George Lakoff spolupracoval s Markem Johnsonem. Lakoffova práce spočívá především v jeho dvou nejznámějších knihách, a to: Metaphors We Live By z roku 1980 (Metafory, kterými žijeme, 2002) a Women, Fire and Dangerous Things z roku 1987 (Ženy, oheň a nebezpečné věci, 2006). V těchto knihách zkoumá účinky kognitivních metafor.
V roce 1989 vznikla Mezinárodní asociace kognitivní lingvistiky (ICLA – International Cognitive Linguistics Association) z konference o kognitivní lingvistice, kterou v roce 1989 v Německu poprvé uspořádal Rene Dirven v roce 1989. Od 90. let vydali několik knižních sérií, které čerpají z poznatků lingvistů a také uvedli časopis Cognitive Linguistics, které vydávalo nakladatelství Mouton de Gruyter.

### Kognitivní lingvistika ve 21. století
Teorie zakladatelů kognitivní lingvistiky dále rozpracovávají další badatelé. K výrazným osobnostem počátku 21. století patřili, kromě již jmenovaných, Tore Nesset, Dagmar Divjak, Catherine Caldwell-Harris, Gilles Fauconnier a Mark Turner. Po svém etablování na konci 20. století se přístupy a metody začaly různit. Práce v kognitivní lingvistice na počátku 21. století se pohybují na třech základních osách a vyrovnávají se se třemi základními stránkami oboru.
První osou je tzv. redukcionistické rozhodnutí, které označuje jazyk za mentální jev umožňující všezahrnující popis. Druhou osou je tzv. sociální rozhodnutí. Do popředí staví sociální rozměr jazyka a zahrnuje sociální vlivy utvářející samotný jazyk. Třetí osou je tzv. metodologická výzva, která kognitivním lingvistům nabízí několik možností. Všechny tyto osy tvoří střed, kolem kterého se kognitivní lingvistika pohybuje.
U každé osy rozlišujeme tři dimenze. Jsou uspořádané podle polárních protikladů. Dimenze času se zabývá otázkou synchronie versus diachronie, tedy zda máme brát v úvahu data vyslovena v konkrétním čase, nebo sledovat změny v čase. Dimenze jazykové rozmanitosti studuje jevy jednoho jazyka a jejich rozmanitost v mnoha jazycích. Dimenze modality řeší otázku zvuků a gest, tedy jestli se máme na jazyk soustředit pouze v psané podobě nebo se zaměřit i na jiné způsoby komunikace.
Kognitivní lingvistika byla v historii především mentalistické přesvědčení. Zakládalo se na introspekci a mělo minimální zájem o sociální aspekty komunikace. V současnosti je tato disciplína rozšiřována o nové názory v kognitivní, sociální a metodologické ose. Rozšiřují tak kognitivně lingvistické zkoumání v čase, prostoru a modalitě. Nejnovější interpretace chápou kognitivní lingvistiku jako určitý závazek vysvětlit a popsat jazyk tak, jak probíhá v mysli jedince. Někteří upozorňují na to, že by se kognitivní lingvisté měli v některých oblastech více zapojit do kognitivních věd, jako je například kognitivní psychologie.
Zastánci kognitivní osy podávají popis jazyka, který je v souladu s obecně známými informacemi o lidském poznání. Cíl se často označuje jako „kognitivní závazek“. Tato osa je orientována mentalisticky. Dříve měl pojem „kognitivní“ dvě interpretace, a to využití poznatků kognitivních věd při zkoumání informací získaných pomocí introspekce a využití informací k prohloubení poznatků kognitivní vědy. V poslední době se však objevují nejméně tři různé interpretace. Patří mezi ně kognitivní realita, kognitivní věrohodnost a biologická realita.

## Významná témata

### Konceptuální metafora
Konceptuální metafora je v kognitivní lingvistice velmi důležitý pojem. Vysvětluje, jak lidé používají známé fyzické nebo konkrétní zážitky k pochopení a vyjádření abstraktních pojmů, které by pro nás jinak byly velmi špatně uchopitelné. Tento přístup byl poprvé systematicky popsán Georgem Lakoffem a Markem Johnsonem v knize Metaphors We Live By (Metafory, kterými žijeme), vydané v roce 1980. Podle jejich teorie nejsou metafory jen „ozdobou jazyka“, která ho má zpestřit a rozvinout holé věty. Naopak: jedná se podle nich o komplexní nástroj, který odráží hluboké struktury našeho myšlení. Konceptuální metafora tedy reprezentuje a doslova zhmotňuje způsob, jakým lidé přemýšlejí, strukturalizují své myšlenky a jak chápou svět. Který je obklopuje. Typickým příkladem je známá metafora „čas jsou peníze“ na které vidíme, že lidé často vnímají čas jako zdroj, který lze „ušetřit“, „investovat“ i „promarnit“.
Konceptuální metafory často spojují dva základní prvky: cílový (abstraktní koncept, který se potřebujeme přiblížit a pochopit) a pomocný, nebo také zdrojový (konkrétní, známý a hmatatelný fakt, který nám slouží jako model). Tato struktura je viditelná například v metaforách popisujících diskusi. Ta je přirovnávána k boji nebo válce. Typickým příkladem je slovní spojení „bojovat proti názoru“, nebo „porazit oponenta“. Tyto metaforické rámce nejsou omezené jen na jazyk. V praxi ovlivňují i to, jak lidé přistupují k rozporům, debatám a argumentům, jak je hodnotí a jaké strategie používají.
Konceptuální metafory a teorie, které se jich týkají, mají vliv na různé oblasti lidské činnosti, jako je například lingvistika, psychologie a filozofie. Výzkum v této oblasti ukazuje, že konceptuální metafory nejsou náhodné: naopak. Jsou hluboce zakořeněné ve fyzických zážitcích a kulturních zkušenostech lidí i národů. Zkoumání těchto metafor umožňuje analyzovat nejen to, jak lidé používají jazyk, ale také to, jak strukturalizují své myšlenky, jak interpretují abstraktní pojmy.

### Metonymie
Kromě metafory je významným tématem výzkumů v rámci kognitivní lingvistiky také metonymie. V rámci oboru existuje několik pohledů na vymezení a podstatu metonymie – podle většiny badatelů se od metafory liší tím, že nejde o významový přenos mezi dvěma oblastmi, nýbrž o přenos v rámci oblasti jediné. V kognitivní lingvistice se vyskytují tři základní pozice, které jsou slučitelné v teorii metonymie.
Prvním pohledem je podobnost metafory a metonymie jako pojmového mapování, ale s tím rozdílem, že metonymie se odehrává v rámci pouze jedné pojmové oblasti. Dále také zahrnuje vztah mezi příbuznými částmi pojmové oblasti, mezi celou oblastí a jednou z jejich částí nebo mezi částí oblasti a jejím celkem. Naproti tomu metafora je založena na vztahu, kde pojmová doména nám umožňuje uvažovat o jiné. Toto je původní postoj, který zaujali Lakoff and Johnson (1980) a Lakoff a Turner (1989).
Druhá perspektiva vychází z úvah o percepčně založeném mentálním skenování. Ve vztazích referenčních bodů nám entita, kterou vnímáme jako první, umožňuje navázat „mentální kontakt“ s jinou (prostorově či jinak) příbuznou entitou. Totéž platí pro metonymii, měníme pozornost mezi entitami. Tato figura často vzniká v důsledku našeho každodenního jazykového používání a způsobu, jakým si vytváříme významy. Tímto tématem se zabývali např. Kövecses a Radden (1998) nebo Langacker (2000).
Třetí způsob chápání metonymie lze považovat za zpřesnění původní Lakoffovy pozice. Podle něj je metonymie oblastně interní konceptuální mapování, při němž je cílová oblast buď výsledkem expanze nebo redukce pojmového materiálu.
Pro metonymii je charakteristické uchování primárního významu pojmenování, které pak přenáší na základě různých souvislostí na pojmenování nové. Také některá obrazná pojmenování emocí mají metonymický charakter např. sklopit hlavu, vykulila oči, ztuhla atd.
V kognitivní lingvistice je metonymie považována za důležitý nástroj pro pochopení způsobu, jakým naše mysl organizuje informace a jakým způsobem jsou pojmy vzájemně propojeny. Tato figura je také studována jako prostředek, jakým jazyk odráží naše mentální mechanismy a konceptuální struktury. Klíčovou roli v teorii metonymie hrál mimo jiné Roman Jakobson. Tvrdil, že metafora a metonymie jsou základními způsoby, jak mysl vytváří a organizuje význam.

### Frazeologie
Frazeologie je předmětem zkoumání kognitivní lingvistiky již od samých počátků oboru. Mnoho podnětů k úvahám nad kognitivní metaforou vzešlo právě z této oblasti. Význam mají přitom jak frazémy v užším slova smyslu, tak zažité vazby a kolokace (jako anglické „wide awake“, zcela probuzený), které činí komunikaci předvídatelnou – po použití první části vazby už je schopen adresát vytušit, co bude následovat.
V roce 1980 uvedli Lakoff a Johnson pojem „pojmová metafora“ (v knize Metafory, kterými žijeme), na jejímž základě vzniká tzv. „Conceptual Metaphor Theory“ (CMT) (teorie konceptuální metafory). Pojmová metafora se zakládá na myšlence, že k porozumění jedné pojmové domény použijeme jinou pojmovou doménu. Důkazem pro pojmové metafory může být studium idiomů. Například anglické idiomy „being hot under the collar“ nebo „losing one’s cool“ odkazují na vztek v podobě horka/ tepla – lze tedy odvodit téma metafory: vztek = teplo. Dle CMT není toto téma pouze lingvistickým fenoménem, ale odkazuje na to, jak lidé uvažují o jednom z konceptů emocí. Tato metafora je založena na tělesné zkušenosti – růst teploty těla je jedním ze symptomů rozrušení.
Již od počátků se kognitivní lingvistika úzce pojí s disciplínami korpusové lingvistiky a psycholingvistiky, pomáhá tak rozšiřovat výzkum víceslovných jednotek. Údaje v korpusu ukazují rozšíření tomu, co Sinclair (1991) nazval „idomatický princip přirozeného jazyka“ („idiom principle in natural discourse“. Lidská řeč přetéká slovními spojeními (např. anglické Nice to meet you; Last but not least; On the other hand), která jsou charakteristická pro přirozený diskurz. Na základě mnohých výpočtů je více než 50 % běžných textů nějakým způsobem idiomatických.
Sinclairův „idiomatický princip“ ukazuje, že pokud v idiomu nahradíme některé slovo jeho synonymem, vznikne neobvyklá fráze. Například frázi „Dvakrát měř, jednou řež.“ použijeme naprosto přirozeně, v situaci, kdy je rozhodnutí druhé osoby důležité. Avšak frázi „Dvakrát měř, jednou krájej.“ bychom označili za neobvyklou a v běžném jazyce ji zřejmě nepoužijeme. Jazykovou jednotkou, kterou nelze obměňovat, je tedy celé frazeologické spojení slov.

### Kognitivní gramatika
Kognitivní gramatika do značné míry ovlivnila pole kognitivní lingvistiky. Počátky jejího výzkumu se objevují již v polovině 70. let 20. století jako reakce na Chomského generativní gramatiku. Zakladatelem a hlavním představitelem je Roland Wayne Langacker, který ji původně v prvních publikacích vydaných v letech 1981 a 1982 označoval jako „Space grammar“. Tento přístup znovu popsal v roce 1987, tentokrát již s názvem kognitivní gramatika. Ačkoliv v průběhu následujících let proběhly úpravy tohoto přístupu, základní pojmy zůstaly nedotčeny.
Kognitivní gramatika nevychází z jiných jazykových teorií, naopak se značně rozchází s tradičními a formálně sémantickými přístupy. Objevují se zde ale i menší podobnosti s jinými jazykovými přístupy. I přes velké rozdíly se nejvíce blíží konstrukční gramatice (sdílí například myšlenku, že konstrukce jsou propojeny kategorizací). Kognitivní gramatika na rozdíl od Chomského generativní gramatiky nepovažuje jazyk za ucelený autonomní systém a zároveň bere v potaz kognitivní procesy. Využívá kognitivní funkce, z nichž Langacker zmiňuje především asociaci, automatizaci, schematizaci a kategorizaci. Za důležitou jazykovou funkci považuje také funkci symbolickou a interaktivní.
Dnes se kognitivní gramatika nezdá tak radikálně odlišná jako v době svého vzniku. Je to zapříčiněno především tím, že "mainstreamové" jazykové teorie se přiklánějí více jejím směrem. Proto jsou přijímány kognitivní gramatické pojmy jako kategorizace prototypu a konceptuální sémantika.
Kognitivní gramatika je však také kritizována jako příliš konzervativní, Dbá se na to, aby kognitivní jevy byly snadno prokazatelné a známé. Konstrukt musí být kognitivně věrohodný, nezbytný při popisu významů a hrát roli v gramatice. Kognitivní gramatika byla především kritizována v přejímání mnoha tradičních gramatických pojmů. Pojmy však byly reformulovány a modifikovány v novém teoretickém kontextu. Tato gramatika tak přispěla k rozšíření nových konceptů a terminologie.

### Ideologie
Ideologie, jakožto soustava názorů a postojů se dostala do centra pozornosti lingvistů relativně pozdě. Zkoumání ideologie lze považovat za jedno z výrazných metod práce kognitivní sociolingvistiky. Přibližně od konce 70. let 20. století se kritická diskurzivní analýza (CDA) věnuje lingvistickému studiu ideologie a diskurzu. Vznikla tzv. teorie kritické lingvistiky z které vychází zaměření CDA ohledně jazyka. Detailněji je vývoj bádání v této oblasti zachycen v knize Readings in Critical Discourse Analysis (1996) od Rosas Carmen Calsas-Coulthard a Malcolma Coultharda a v Toolanově publikaci Critical Discourse Analysis: Critical Concepts in Linguistics (2002).
CDA ideologii chápe v užším slova smyslu, jako „modalitu moci“, tedy jako vědomé postoje a přístupy založené na projevování, udržování, vytváření a proměňování mocenských vztahů ve společnosti, jak je analyzoval například Pierre Bourdieu. Z kognitivně lingvistického pohledu nejsou tyto zjevné ideologie odděleny od konvenčních, nevědomých konceptualizací světa kolem sebe v rámci sociálních skupin, tedy ideologie v širším slova smyslu.
Lakoff, jeden z prvních badatelů v oblasti kognitivně lingvistického chápání ideologie, uvedl v rozhovoru s Piresem de Oliveirou, že ideologie má vědomé i nevědomé aspekty. Kognitivní lingvista po rozhovoru s člověkem, který ozřejmil svou politickou ideologií pomocí seznamu různých přesvědčení a určitých zobecnění, dokáže na základě použitých formulací odhalit také nevědomé rámce a metafory, které leží za vědomými přesvědčeními tohoto člověka. Právě tímto způsobem mohou podle něj kognitivní lingvisté přispět.
Kognitivní lingvistika tedy usiluje o analýzu nevědomých i vědomých aspektů ideologie, přičemž jejich společným rysem je „perspektiva“, tedy pohled na svět. Otázky ideologie v jazyce se týkají práce s jazykovými pojmy (které jsou v jazyce ukotveny a spojeny jak s myšlením, tak s vyjadřováním) a dalších jazykových jevů. Jazyk a jeho práce se skutečností pak vede k určitému pohledu na svět (nebo přinejmenším vytváří predispozici k určitému pohledu), a tudíž i k sadě určitých přesvědčení, ideologii v užším slova smyslu. Kognitivně lingvistická analýza může přispět ke zvýšení kritického povědomí o tom, jak jsou pojaty oblasti diskurzu. Kognitivní lingvistika nabízí analytické nástroje pro kritické hodnocení ideologií.
Pokud jde o metafory jako jednu z nejtypičtějších oblastí kognitivní lingvistiky, jejich zachycením a popisem je možné ukázat, jakým způsobem se v určitých oblastech smýšlí o konkrétních otázkách, problémech či oborech. Díky nalezení odlišných metafor v jiných kontextech je možné pozorovat, jak rozvíjejí a prosazují alternativní pohledy na danou cílovou oblast. Tento přístup byl aplikován na řadu oblastí, například na oblast ekonomie, které se věnovali Boers, Eubanks, Koller, White a Herrera, Wolf a Polzenhagen a další. Výzkum ukázal, že tisk ve článcích o telekomunikačních firmách či o americko-japonských ekonomických vztazích pracoval s metaforou „ekonomické vztahy jsou džungle“ (plná predátorů a lovené zvěře) a „ekonomické vztahy jsou válka“ (užívá se jazyk známý z popisu pohybů vojsk a jejich střetů). Naopak novým, prosazujícím metaforickým pohledem je metafora „ekonomické vztahy jako zahrada“ (marketing je zahradničení, zákazníci jsou rostliny, výdělky jsou sklizeň). Různé sady metafor a různé způsoby vyjadřování odpovídají odlišným školám ekonomie.
K pochopení ideologické funkce těchto metafor je hlavním termínem perspektiva. V teoriích o metafoře se opakovaně objevuje charakteristika, která určuje povahu metafory. Ta poté představuje svůj cíl z určitého úhlu pohledu. V oblasti kognitivní lingvistiky jsou pohled přístupy popsány v Lakoffově a Johnsonově knize Highlighting and Hiding. Teorie metafory se uplatnila i v dalších sociálních oblastech, jako je konzervativní a liberální politika ve Spojených státech, školská oblast, oblast práva, skrytá ideologie internetu a další.
Zkoumání ideologií a jejich podhoubí se v rámci kognitivní lingvistiky snaží o analýzu jazykových projevů na pozadí příslušných sociokulturních skupin. Jazykové vzorce a způsoby vyjadřování je nutné vztahovat k širšímu sociálnímu kontextu, jelikož i přesto že jsou často významným ukazatelem ideologických vzorců, nejsou tím jediným, co je utváří a ovlivňuje. Kritické pohledy na jazyk mohou vést ke zpochybnění „samozřejmosti“ jedince užívané ideologie – v okamžiku, kdy si mluvčí uvědomí, že používá určitou sadu metafora a že tato sada utváří jeho myšlení, se může zamyslet nad posunem k jiným metaforám a jiným způsobům vyjadřování a uvažování.

### Osvojování jazyka
Osvojování jazyka patří k nejzajímavějším a nejpůsobivějším mentálním výkonům, což z něj činí významný předmět zájmu kognitivní lingvistiky. Největší a nejdůležitější část tohoto osvojování (mateřského) jazyka se děje během prvních pěti až šesti let života člověka. Existovalo a existuje několik teorií o tom, zdali je jazyková kapacita vrozená nebo naučená. B. F. Skinner, hlavní představitel behavioristické jazykové teorie, operoval s tím, že narozené dítě nemá žádné predispozice k osvojení jazyka a „začíná od nuly“. Popisoval proces osvojení tak, že dítě imituje chování (používání jazyka) rodičů, snaží se mu porozumět, a pro správnost tohoto porozumění je důležitá reakce dítěte – oprava, pochvala atd.
Proti behavioristické teorii stojí empirický výzkum. Ten ukázal, že reakce a chování rodičů má na jazykový vývoj dítěte malý vliv. I přes rozdílnou socializaci a odlišnosti jednotlivců je osvojování jazyka poměrně jednotný proces. Navíc, děti tvoří jazykové struktury podle přesných jazykových pravidel, která jim ale dosud nemohla být vysvětlena. To bývá velmi silným argumentem pro to, že se člověk již rodí se schopností učit se jazyk zakotvenou v genech. Vědci pracují s tím, že existuje „univerzální gramatika“ – „systém univerzálních principů, který umožňuje osvojení gramatiky“. Tento systém je součástí genetické výbavy již před narozením dítěte. Osvojování jazyka se tedy dá popsat i jako proces přechodu ze stavu univerzální gramatiky do stavu gramatiky. Nejedená se tedy ani tak o „učení“, jako spíš o „zrání“. Jak je již zmíněno výše, největší podíl na osvojení jazyka má prvních pět až šest let života jedince. Empirické výzkumy potvrdily, že pokud se dítěti nedostávají žádné řečové podměty, jeho mozková jazyková kapacita utrpí výrazné škody. 
Dítě si ale neosvojuje jen syntaktická pravidla, ale i lexikální významy, jelikož bez nich by slova a řeč neměla prakticky žádnou komunikační hodnotu. Osvojování syntaxe se v určitý moment zastaví, naopak učení se lexikálních významů je prakticky nekončící proces. Tímto učením si navíc jedinec vytváří tzv. „mentální lexikon“ – část dlouhodobé paměti, ve které jsou uloženy znalosti o všech slovech jazyka. Akumulace lexikálních jednotek začíná kolem prvního roku života; maturant zná zhruba 80 000 slov. To znamená, že se dítě musí naučit průměrně přes 10 slov denně. 
Během kognitivního a jazykového vývoje si dítě osvojuje také mechanismy pro zpracovávání informací. Ty mohou být kontrolované nebo automatické. Zpracování jazyka je z větší části založeno na automatických procesech. Při konfrontaci s jazykovými strukturami je automaticky vnímáme jako smysluplné, aniž bychom se o to aktivně snažili. Rychlost a míra automatičnosti (většiny) kognitivních procesů je ale závislá na cvičení.